# Michael Herbert Day
Michael Herbert Day (* 8. März 1927 in North Kensington, London; † 1. Juni 2018) war ein britischer Anatom und Anthropologe. Sein Spezialgebiet war die Evolution der zweibeinigen Fortbewegung im Verlauf der Stammesgeschichte des Menschen. Von 1972 bis 1989 war er Inhaber des Lehrstuhls für Anatomie an der St Thomas’ Hospital Medical School in London.

## Ausbildung
Nach dem Besuch der Sevenoaks School in Kent wurde er von 1945 bis 1948 zum Wehrdienst in der Royal Air Force verpflichtet, den er im Nahen Osten ableistete, indem er als Mechaniker die Triebwerke von Lancaster-Bombern wartete. Im Anschluss daran besuchte er in London die Royal Free Hospital School of Medicine (RFHSM), die er 1954 mit dem ärztlichen Examen abschloss. Danach setzte er seine medizinische Ausbildung in der Abteilung für Anatomie des Royal Free Hospital mit dem Ziel fort, als Facharzt für Orthopädie und als orthopädischer Sachverständiger tätig zu werden. 1958 entschloss er sich aber auf Anregung von John Russell Napier zu einer Doktorarbeit; Napier hatte – als Experte für die Anatomie von Hand und Fuß – seit 1952 in der Abteilung für Anatomie eine „Unit of Primatology“ aufgebaut, da er der Meinung war, der Bewegungsapparat des Menschen sei ohne Kenntnis der nah verwandten Primaten nicht zu verstehen. An der University of London erwarb Day daraufhin 1962 den Doktorgrad (Ph.D.) mit einer Studie über den Plexus lumbosacralis, der bemerkenswert einheitlich zur Innervierung der unteren Extremitäten der Säugetiere beiträgt.
Zwischen 1960 und 1964 publizierten Day und Napier mehrere Fachartikel, unter anderem über eine Schädigung der Innervierung der Hand und über die kurzen Muskeln des Daumens. Danach widmete Michael Day seine Forschung und seine Publikationen ausschließlich der Evolution des Menschen.
1962 war Day von der RFHSM an die Middlesex Hospital Medical School (MHMS) gewechselt, wo er 1969 zum Reader im Fach Anthropologie berufen wurde. 1972 wurde ihm der Lehrstuhl für Anthropologie an der St Thomas’s Hospital Medical School (STHMS; heute: King’s College School of Medicine and Dentistry der University of London) zugesprochen, den er bis zu seiner Pensionierung im Jahr 1989 innehatte. Nach seiner Pensionierung war er noch fast 25 Jahre lang in der Abteilung für Paläontologie des Natural History Museum in London tätig.
Von 1976 bis 1979 war er Präsident der Primate Society of Great Britain, und von 1979 bis 1983 Präsident des Royal Anthropological Institute of Great Britain and Ireland.

## Forschung
Bereits seit Anfang der 1950er-Jahre hatte der britischstämmige kenianische Paläoanthropologe Louis Leakey mit Wilfrid Le Gros Clark, Professor an der University of Oxford und ebenfalls Paläoanthropologe und Primatologe sowie Anatom, bei der Analyse und Beschreibung von Extremitäten-Knochen kooperiert, die Mary Leakey 1948 auf der Insel Rusinga im Victoriasee entdeckt hatte und die der Gattung Proconsul zugeschrieben wurden. Nachdem die beiden Leakeys auch in der Olduvai-Schlucht fossile, vermutlich hominine Knochen aus dem Bereich unterhalb des Schädels geborgen hatten, fragten sie bei Le Gros Clark an, wen dieser empfehlen könne, sie bei der Auswertung dieser Funde zu unterstützen. Le Gros Clark empfahl Napier, den er schon in die Bearbeitung der Proconsul-Funde einbezogen hatte, und dieser warb seinerseits zusätzlich Michael Day an. Gemeinsam publizierten beide zwischen 1964 und 1966 daraufhin drei Studien über die entdeckten Beinknochen, in denen u. a. nachgewiesen wurde, dass das Fossil Olduvai Hominid 8 (OH 8) Merkmale des aufrechten Ganges zeigte. Diese Einordnung durch Day und Napier trug wesentlich dazu bei, dass Louis Leakey gemeinsam mit Phillip Tobias und John Napier 1964 die Erstbeschreibung der neuen Art Homo habilis veröffentlichten, der OH 8 als Paratypus zugeordnet wurde.
Auch in den folgenden Jahren wurde Day wiederholt in die Analyse der vom Leakey-Team entdeckten Fossilien einbezogen. Zudem wurden beispielsweise die 1978 in Laetoli entdeckten fossilen Fußspuren von Day wissenschaftlich bearbeitet. Zur gleichen Zeit verfasste Day die erste wissenschaftliche Beschreibung der Schädelknochen Omo 1 und Omo 2, die von einer Forschergruppe um Richard Leakey entdeckt worden waren und als frühe Belege für die Existenz des archaischen Homo sapiens in Äthiopien gelten.
Die von ihm verfassten Bücher, insbesondere Guide to Fossil Man vermittelten über Jahrzehnte und über mehrere aktualisierte Neuauflagen hinweg eine Übersicht über bedeutende hominine Fossilienfunde und Lagerstätten von homininen Fossilien.

## Schriften (Auswahl)
Bücher
- Guide to Fossil Man. Cassell, London 1965.
- Fossil Man. The Hamlyn Publishing Group, London 1969.
  - deutsch: Der Mensch der Vorgeschichte. Delphin-Verlag, Stuttgart 1970.
- The Fossil History of Man. Carolina Biological Supply Company, Burlington 1972.
- als Herausgeber: Human Evolution. Taylor and Francis Ltd., London 1973.

Artikel in Fachzeitschriften
- mit John Russell Napier: Fossil Foot Bones. In: Current Anthropology. Band 6, Nr. 4, 1965, S. 391–411, doi:10.1086/200626.
- mit John Russell Napier: A hominid toe bone from Olduvai Gorge, Tanzania. In: Nature. Band 211, Nr. 5052, 1966, S. 929–930, doi:10.1038/211929a0.
- mit Bernard Wood: Functional Affinities of the Olduvai Hominid 8 Talus. In: Man. New Series, Band 3, Nr. 3, 1968, S. 440–455, doi:10.2307/2798879.
- Femoral fragment of a robust australopithecine from the Olduvai Gorge, Tanzania. In: Nature. Band 221, Nr. 5177, 1969, S. 230–233, doi:10.1038/221230a0.
- Post-cranial remains of Homo erectus from Bed IV, Olduvai Gorge, Tanzania. In: Nature. Band 232, Nr. 5310, 1971, S. 383–387, doi:10.1038/232383a0.
- mit Theya I. Molleson: The Trinil femora. In: M. H. Day (Hrsg.): Human Evolution. Symposia of the Society for the Study of Human Biology. Taylor & Francis, London 1973, S. 127–154.
- mit Meave Leakey und Cassian C. Magori: A new hominid fossil skull (LH18) from the Ngaloba Beds, Laetoli, Northern Tanzania. In: Nature. Band 201, Nr. 5751, 1980, S. 55–56, doi:10.1038/284055a0.
- mit Chris Stringer: A reconsideration of the Omo Kibish remains and the erectus-sapiens transition. In: Henry de Lumley (Hrsg.): 1er Congrès International de Paléontologie Humain (Prétirage). Nizza 1982, S. 814–846.

## Belege
1. ↑  Bernard Wood: Michael Herbert Day (1927–2018). In: American Journal of Physical Anthropology. Band 167, Nr. 4, 2018, S. 697–700, doi:10.1002/ajpa.23693.
2. ↑  M. H. Day: The anatomy of the lumbosacral plexus with particular reference to the blood supply. Dissertation. London University, London 1962.
3. ↑  M. H. Day: A case of bilateral median nerve compression with denervation of muscles in the hands. In: Royal Free Hospital Journal. Band 23, 1960, S. 10–13.
4. ↑  M. H. Day und John Russell Napier: The two heads of flexor pollicis brevis. In: Journal of Anatomy. Band 95, 1961, S. 123–130.
5. ↑  Wilfrid Edward Le Gros Clark, Louis Seymour Bazett Leakey: The Miocene Hominoidea of East Africa. Band 1 der Reihe Fossil Mammals of Africa. British Museum of Natural History, 1951, S. 1–117.
6. ↑  M. H. Day und John Russell Napier: Hominid fossils from Bed 1, Olduvai Gorge, Tanganyika: Fossil Foot Bones. In: Nature. Band 201, Nr. 4923, 1964, S. 969–970, doi:10.1038/201969a0.
7. ↑  Louis Leakey, Phillip Tobias und John Russell Napier: A new species of the genus Homo from Olduvai Gorge. In: Nature. Band 202, 1964, S. 7–9; doi:10.1038/202007a0, Volltext (PDF; 352 kB). (Memento vom 5. März 2015 im Internet Archive)
8. ↑  M. H. Day und Ernie H. Wickens: Laetoli Pliocene hominid footprints and bipedalism. In: Nature. Band 286, Nr. 5771, 1980, S. 385–387, doi:10.1038/286385a0.
9. ↑  M. H. Day: Early Homo sapiens Remains from the Omo River Region of South-west Ethiopia: Omo Human Skeletal Remains. In: Nature. Band 222, Nr. 5199, 1969, S. 1135–1138, doi:10.1038/2221135a0.
10. ↑  M. H. Day und Chris Stringer: The Omo Kibish cranial remains and classification within the genus Homo. In: L'Anthropologie. Band 95, Nr. 2–3, 1991, S. 573–594, Zusammenfassung.

| Personendaten    | Personendaten                      |
| ---------------- | ---------------------------------- |
| NAME             | Day, Michael Herbert               |
| ALTERNATIVNAMEN  | Day, M. H.; Day, Michael H.        |
| KURZBESCHREIBUNG | britischer Anatom und Anthropologe |
| GEBURTSDATUM     | 8. März 1927                       |
| GEBURTSORT       | North Kensington, London           |
| STERBEDATUM      | 1. Juni 2018                       |